# IC 1346
IC 1346 је спирална галаксија у сазвјежђу Водолија која се налази на листи објеката дубоког неба у Индекс каталогу.
Деклинација објекта је - 13° 57' 37" а ректасцензија 21h 1m 37,1s. Привидна величина (магнитуда) објекта IC 1346 износи 14,7 а фотографска магнитуда 15,5. IC 1346 је још познат и под ознакама MCG -2-53-19, PGC 65927.